# La cigüeña distraída
La cigüeña distraída es una película de comedia familiar e infantil mexicana de 1966 dirigida por Emilio Gómez Muriel y protagonizada por Viruta y Capulina, junto a las actrices, Alma Delia Fuentes, María Duval, Emily Cranz, Rosa María Vázquez y Famie Kauffmann «Vitola». Esta es la única película en la que Viruta y Capulina realizan papeles dobles (como lo hicieron Eulalio González «El Piporro» y Luis Aguilar en la película, De tal palo tal astilla (1960), junto a las actrices, Flor Silvestre y Marina Camacho, cuyo argumento y secuencia son similares y/o diferentes).Esta película es la primera parte de una trilogía de películas familiares e infantiles, seguida por Un par de roba chicos (1967) y El nano (1971).

## Trama
Tanto Viruta como Capulina tienen, el mismo día, el agrado de ser padres de una pareja de mellizos, cada uno. Sin embargo a la hora de recoger a sus hijos, se confunden y Viruta envía a los bebés de Capulina y viceversa. Luego de que los cuatro padres fallecieran en una detonación, las dos parejas de mellizos crecerán y se conocerán, creando una completa confusión.

## Reparto
- Marco Antonio Campos como Viruta Palacios / Viruta Corrales
- Gaspar Henaine como Capulina Palacios / Capulina Corrales
- Alma Delia Fuentes como María Castillo
- María Duval como Alma Castillo
- Emily Cranz como Emilia
- Rosa María Vázquez como Rosita
- Antonio Henaine como Capulina Jr.
- Francisco Navarrete como Viruta Jr.
- Famie Kauffman «Vitola» como Señora Palacios
- Óscar Ortiz de Pinedo como Licenciado Atenógeres Castillo
- Arturo Castro «Bigotón» como Licenciado Arturo Castro
- Mary Ellen como Miss Offside
- Antonio Raxel como Don Antonio
- Mario García "Harapos" como Anaxágoras, ladrón
- Pedro de Urdimalas como Jaime
- Nathanael León «Frankenstein» como Jugador de boliche
- Gloria Chávez como Primera partera
- Arturo Correa como Bermúdez
- Regina Cardo como Doña Regina
- Roy Fletcher como Periodista
- Ramón Valdés «Don Ramón» como El Flaco, ladrón
- Evelyn Ortiz como Señora Corrales
- Perla Walter como Jugadora de boliche
- Víctor Manuel Castro como policía (no acreditado)
- Manuel Dondé como policía (no acreditado)
- Armando Gutiérrez como Don Gelasio (no acreditado)
- José «El Ojón» Jasso como Señor Cejudo (no acreditado)